# Francisco Marcos Valentin
Francisco Marcos Valentin (nacido el 24 de febrero de 1976) es un exfutbolista brasileño que se desempeñaba como delantero.

## Trayectoria

### Clubes
| Club               | País   | Año  |
| ------------------ | ------ | ---- |
| Tiradentes         | Brasil | 1998 |
| Ríver              | Brasil | 1999 |
| Flamengo           | Brasil | 2000 |
| Ceará              | Brasil | 2000 |
| Madureira          | Brasil | 2001 |
| Criciúma           | Brasil | 2001 |
| Tubarão            | Brasil | 2001 |
| Glória             | Brasil | 2002 |
| CRB                | Brasil | 2002 |
| Avaí               | Brasil | 2003 |
| CRB                | Brasil | 2003 |
| Kyoto Purple Sanga | Japón  | 2003 |